# كلمة في الدقيقة
كلمة في الدقيقة (الاختصار ك/د) هو مقياس لسرعة معالجة الكلمات. 
من أجل التعميم، تعتبر الكلمة مكونة من خمسة أحرف / نقرات على اللوحة. إذن «احتبس» تعتبر كلمة واحدة بينما «الاحتباسات» تعتبر كلمتان. من فوائد التعميم عند قياس سرعة الدخل تسهيل المقارنة خارج حدود اللغة أو الأجهزة المستخدمة، الخ. بذلك يمكن مقارنة سرعة عامل متحدث باللغة الأفريقانية في كيب تاون مع سرعة عامل متحدث باللغة الهولندية في بروكسل.

## إدخال الأحرف على لوحة مفاتيح
في دراسة على مستخدمي حاسوب متوسطين، كان معدل الرقن (Typing) يقارب 33 كلمة في الدقيقة، و 19 ك/د فقط في الإنشاء. في نفس الدراسة عندما انقسمت المجموعة إلى «سريع» و«متوسط» و«بطئ»، كانت السرعات المتوسطة 40 ك/د، 35 ك/د، 23 ك/د على التوالي. الكتّأب بأسلوب الصيد بالنقر، يمكنهم الوصول إلى 37 ك/د لكلمات محفوظة، و 27 ك/د عند النسخ.
يستطيع الكاتب المتوسط النقر (Typing) من 40 إلى 70 ك/د، بينما البعض الآخر يستطيع الوصول لـ80 إلى 95 ك/د (أحيانا يكون هذا هو الحد الأدنى لقبول التعيين في وظائف معينة في العالم الغربي)، وبعض الكتّأب المتقدمين حققوا فوق الـ120 كلمة في الدقيقة.
تمكن الفيزيائي الأمريكي المشلول كليا ستيفن هوكينغ باستخدام أجهزة معدلة خصيصا له من تحقيق 15 ك/د باستخدام مفتاح وبرنامج معدل. نظرا لانخفاض مهاراته تم تعديل الجهاز أكثر بتركيب آلة تصوير تحت الحمراء تستطيع التقاط طرفة عينه. معدل الكلمة في الدقيقة الحقيقي مجهول.
ح/د هو تعبير آخر (و إن كان اقل شيوعا) لاستنتاج سرعة النقر (Typing) على لوحة المفاتيح، ويعني حرف في الدقيقة. مع الاخذ في الاعتبار الاختلاف بين اللغات في الكتابة يتّضح قلة استخدام هذا المقياس. قد يكون هذا القياس دقيقا عند استخدامه لأوقات قصيرة. وفي بعض الأحيان يصف سرعة القراءة لقارئ معين. تستخدم بعض البرامج لتعليم الرقن على الحاسوب
و كان قديما يستخدم لقياس خرج الطابعات القديمة، لكن تغير هذا وأصبح مصطلح صفحة في الدقيقة يقوم بهذا الدور.

## إدخال الأرقام على لوحة مفاتيح
لوحة الأرقام الموجودة على يمين معظم لوحات المفاتيح لها معاملة خاصة. فغالبا تستخدم هذه اللوحة لإدخال البيانات في البنوك لبيانات رقمية تتعلق بالفواتير والشيكات. تقاس هذه السرعة با'لنقرات في الساعة'.

## الكتابة باليد
معظم الناس يكتبون بسرعة 31 ك/د للكلام المحفوظ، و 22 ك/د عند نسخ نص ما.
باستخدام طرق الاختزال، ترتفع السرعات لتبدأ من 100 ك/د لتصل إلى 250 ك/د.

## القراءة والإدراك
الكلمات في الدقيقة هو مقياس شائع لتقييم سرعة القراءة. يستخدم غالبا في سياق علاجي. يستخدم أيضا في سياق ما يعرف باسم القراءة السريعة، حيث أنها وسيلة جدالية لقياس كفاءة القراءة
الكلمة في هذا السياق يعادل مفهوم الكلمة في التكلم .
يقرأ متوسط الشعب الأمريكي نصوصا نثرية بسرعة 250 إلى 300 ك/د، وتزداد السرعات إلى 400 وتصل إلى 800 ك/د باستخدام نظام يدعى العرض المرئي المتتالي السريع بعد ساعة واحدة فقط
أثناء تصحيح الاخطاء المطبعية، الناس قادرة على القراءة بسرعة 200 ك/د، و 180 ك/د على شاشة
أما سرعات الإدراك فقد تم تقييمها عند الفهم الكامل، واثبتت الأبحاث ان سرعة القراءة عند 600 ك/د تعطي 70% فهما، و 50% فهما عند 1000 ك/د. [بحاجة لمصدر].

## التكلم والاستماع
ينصح للكتب المسجلة على شرائط ان تكون سرعتها 150 إلى 160 كلمة في الدقيقة، حيث أن هذا المعدل يكون اريح لآذان المستمعين 
أما العروض على الشرائح فتميل إلى معدل اقرب إلى 100 ك/د. المناقشات المحتدمة تتم غالبا بسرعات من 350 إلى 400 ك/د، اما المحادثات فتتم بـ200 ك/د.[بحاجة لمصدر] أثبتت الدراسات انه رغم الإدراك الكامل عند 300 ك/د إلا أن الرقم يقل في الكلام المضغوط (الذي فيه اختصارات) إلى 210 ك/د.

## وصلات خارجية
- معدلات بود في ك/د نسخة محفوظة 24 يوليو 2011 على موقع واي باك مشين.
- ك/د